# Haus auf der Kreuzgasse

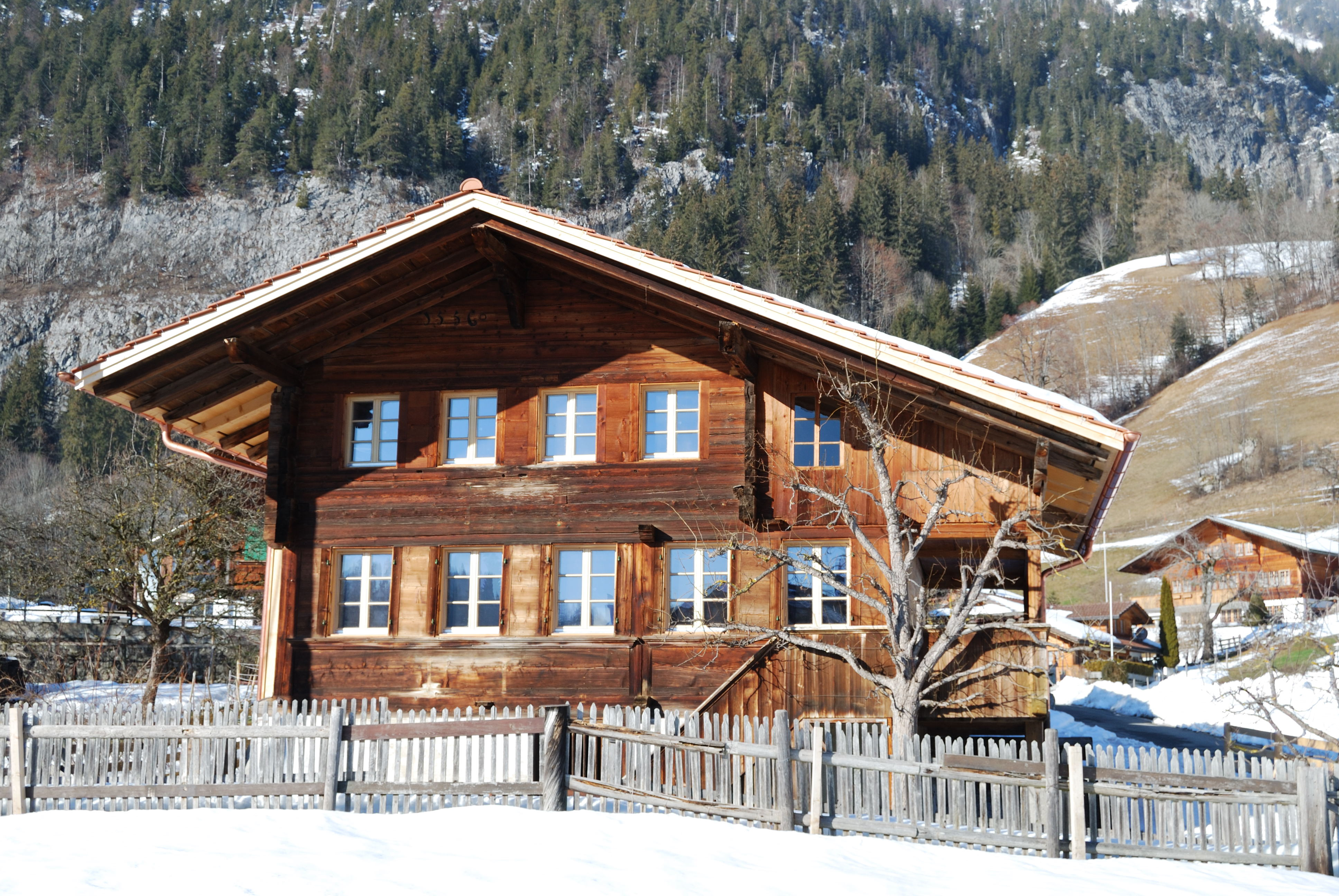
Haus auf der Kreuzgasse, Boltigen

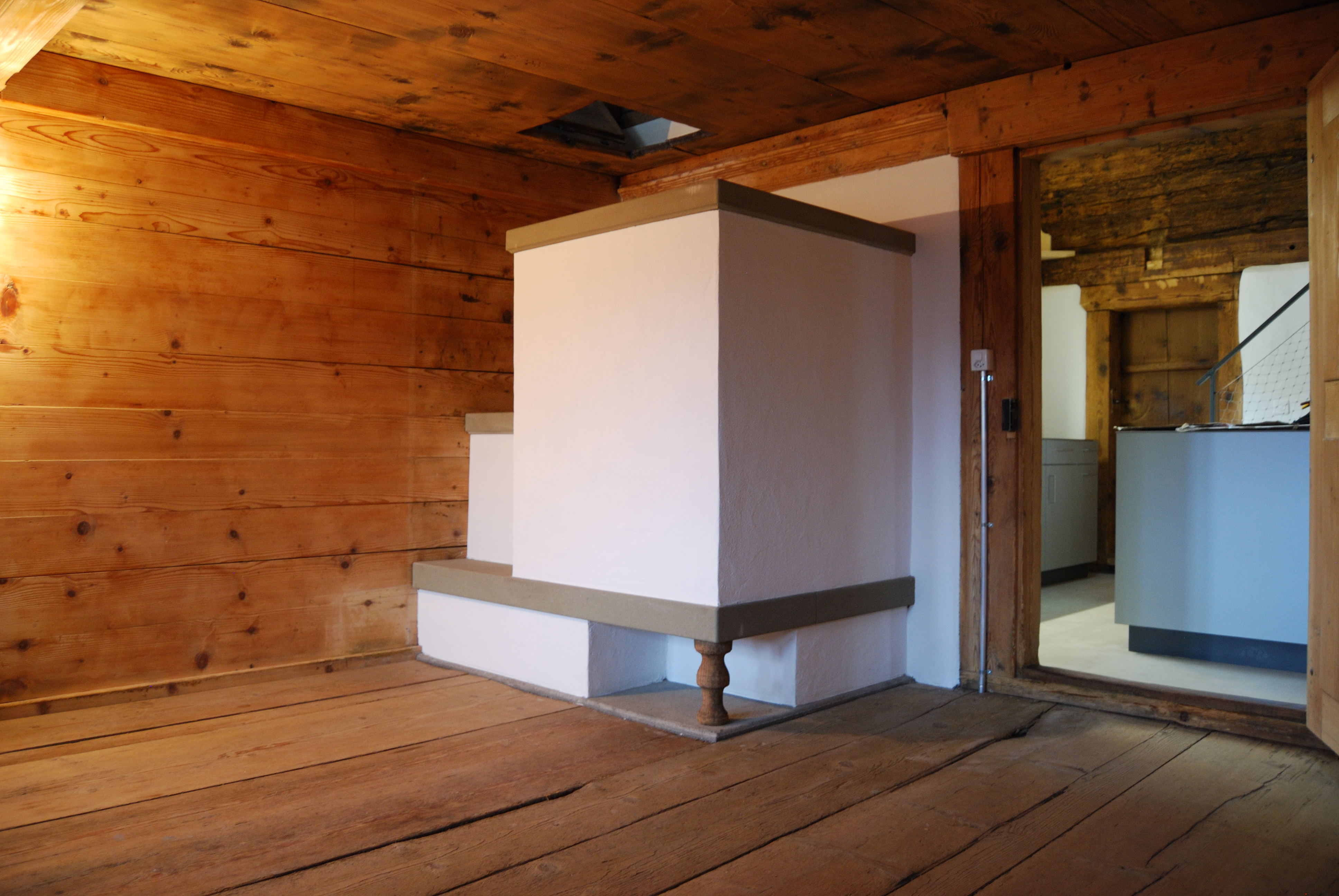
Rekonstruierter Stockofen

Das Haus auf der Kreuzgasse im Weiler Schwarzenmatt in Boltigen im Simmental im Kanton Bern ist ein denkmalgeschütztes Kleinbauernhaus aus dem 16. Jahrhundert.

## Beschreibung
Das Haus hat einen gemauerten Sockel und einen hölzernen Strickteil darüber, einen Stallanbau auf der Rückseite, eine einfache, nach Süden orientierte Fassade und einen vorgelagerten Garten. Das Haus auf der Kreuzgasse ist einer der frühesten datierten Bauten Boltigens und ein seltenes Beispiel dieses kleinbäuerlichen Typus. Es ist ein ursprünglich ein Raum breiter und zweite Raum tiefer Holzbau, der 1556 in regionaltypischer Weise errichtet worden ist. Der Keller ist halb abgetieft, die Fassade schlichtet. 1705 wurde in der Fristverlängerung ein Ökonomieteil mit einem Kleinviehstall und einem Heuraum angebaut. Um 1900 wurde das Erdgeschoss um einen Raum verbreitert. Mitte des 20. Jahrhunderts wurden einige weitere Veränderungen vorgenommen, z. B. wurden im oberen Stockwerk die drei vorhandenen Fenster vergrössert und um ein weiteres ergänzt. In der Küche wurde der Bretterkamin entfernt und eine Decke eingezogen.
Die Stiftung Ferien im Baudenkmal hat in Zusammenarbeit mit der Denkmalpflege das Haus umfassend saniert. Die Renovation bot die Gelegenheit, unschöne Veränderungen aus dem 20. Jahrhundert rückgängig und Charakteristika des Hauses wieder besser sichtbar zu machen. Die Küche wieder zweigeschossig, die oberen Räume sind über eine Galerie erschlossen. In der Stube steht wieder ein gemauerter Stockofen. Die oberen Schlafräume wurden von den Verkleidungen der 1950er Jahre befreit und mit einem modernen Einbau ergänzt. Die neue Nasszelle entstand im Ökonomieteil als eigenständiger Einbau.